# 全日本リバイバルミッション
リバイバルミッション、とはキリスト教福音伝道の運動体。超教派で伝道大会、聖会を開催している。1970年、滝元明、田中政男により設立。有賀喜一、平岡修治、滝元順が顧問を務める。関連する神学校にリバイバル聖書神学校、出版部門はプレイズ出版。中心となっている教会は新城教会。

## 沿革
- 1968年 新城教会の増築を記念して、本田弘慈を説教者として新城福音クルセードを開催した。
- 1969年8月 1970年のクルセードのための準備集会の一つである東栄大会の反省会で、日本リバイバル・クルセードと命名された。
- 1970年 日本・リバイバル・クルセードが正式に発足した。説教者は滝元明、田中政男。顧問に、イエス福音教団の穐近祐、日本福音クルセードの本田弘慈が就任した。以後、各地で伝道集会を行った。[1]
  - 1993年11月5日－7日　全日本リバイバル甲子園ミッション　＝日本リバイバルクルセードが推進母体になり、兵庫県西宮市の甲子園球場で開催された。
- 1994年1月　全日本リバイバル甲子園ミッションは、「全日本リバイバルミッション」と名称を改め、新しい組織体制のもとで全国規模でミッションを継続した。
  - 1994年6月　東北リバイバルミッション
  - 1994年10月　沖縄リバイバルミッション
  - 1994年11月　第一回四国リバイバルミッション
  - 1995年5月　日本海リバイバルミッション　＝新潟県長岡市で開催。
  - 1995年8月　北海道リバイバルミッション
  - 1995年9月　信州リバイバルミッション
  - 1995年11月　第二回四国リバイバルミッション
  - 1996年10月　第三回四国リバイバルミッション
  - 1996年11月　富山リバイバルミッション
  - 1997年5月　九州リバイバルミッション
  - 1998年5月　東京リバイバルミッション　＝首都圏初のミッション。日本武道館で10日間連続で開催された。
  - 2000年7月-8月　スーパーミッション東京40DAYS
  - 2000年12月　スーパーミッション大阪4days「ミレニアムクリスマス」
  - 2002年7月-9月　関西40DAYS
  - 2003年9月　名古屋リバイバルミッション
  - 2004年11月　沖縄スーパーミッション
  - 2005年9月　北関東リバイバルミッション ＝栃木県宇都宮市で開催。
  - 2006年9月　第四回四国リバイバルミッション
  - 2007年10月　ハワイリバイバルミッション ＝ハワイ・ホノルル郊外のカピオラニパークで３日間開催された。
  - 2009年5月　韓国リバイバルミッション　＝韓国の仁川（インチョン）で開催。
  - 2010年9月10~17日　北海道リバイバルミッション
  - 2010年9月19~20日　東北リバイバルミッション・盛岡大会
  - 2010年9月22~23日　東北リバイバルミッション・名取大会
  - 2011年5月　韓国リバイバルミッション2011・春川大会
  - 2011年6月　韓国リバイバルミッション2011・ソウル大会
  - 2011年9月　九州リバイバルミッション
  - 2012年9月　台湾リバイバルミッション　＝台北市、中山基督長老教会の大聖堂にて開催された。
  - 2013年8月　和歌山リバイバルミッション
  - 2014年2月　タイ・チェンマイ・リバイバルミッション　（アジア・環太平洋ミッション）
  - 2014年8月　環・関西リバイバルミッション　＝兵庫県尼崎市、大阪府堺市、八尾市の３会場で開催。
  - 2015年4月-6月　沖縄70リバイバルミッション　＝沖縄県下の各地の教会で開催。
  - 2016年3月21日-11月13日　47都道府県巡回伝道リバイバルミッション
  - 2017年2月17日-11月26日　日本縦断リバイバルミッション2017
- 2018年4月　新たなスタートというスローガンを掲げ、名称を「全日本リバイバルミッション」(ALL JAPAN REVIVAL MISSION) から「リバイバルミッション」(Revival Mission)に変更した。
  - 2018年2月16日-11月4日　日本縦断リバイバルミッション2018
  - 2018年11月3日　甲子園ミッションAfter25　＝兵庫県、ホテルヒューイット甲子園にて開催。
  - 2019年8月　夏のリバイバル聖会in東京（お茶の水クリスチャンセンターにて開催）、リバイバル東京とりなしツアー

## 歴史
1993年に甲子園で開催された甲子園リバイバルミッションに、日本の福音派は広範に協力をし、延べ12万4千人におよぶ参加者を集めた。この大会の前に、日本の各地で、賛同する個人や教会を中心に決起集会を開催して盛り上げて本番を迎えるという、日本のクリスチャンが主催したものとしては画期的なものであった。リバイバルミッションに賛同するグループは、日本の教会の中で一つの勢力となったといわれている。この運動が契機になって1996年に日本リバイバル同盟が設立される。。
1998年に東京の武道館で開催された東京リバイバルミッションは、聖霊派の参加が多くなり、距離をおく福音派もあらわれたが、福音派と聖霊派の協力を願って尾山令仁師が大会会長を務めた。
2015年 この年に主宰者で新城教会牧師の滝元明が逝去した。同氏のこれまでの功績を記念して8月14日に愛知県新城市の新城文化会館大ホールにおいて「伝道者・滝元明リバイバル感謝聖会」が開催された。

## 参考
- 『日本における福音派の歴史』中村敏 いのちのことば社 ISBN 9784264018261
- 『今も生きておられる神』尾山令仁 プレイズ出版 ISBN 4938764520